# Татарка (Ставропольский край)
Тата́рка — село в Шпаковском муниципальном округе Ставропольского края России.

## Название
Наименования населённого пункта и протекающей через него реки:225 предположительно связаны с проживавшими в этой местности «ногайцами Касаевской и Едисанской орд, занимавшими верховья р. Егорлык ещё до появления русских»:339 и которых «переселенцы обычно, не вникая в их национальное различие, называли „татарами“».
Согласно одной из легенд, распространённых среди старожилов села, происхождение топонима Татарка объясняется следующим образом:

После Куликовской битвы хан Мамай бежал в эти места из своих владений. Вместе с приближёнными разместился он в районе нынешней Мамайки (откуда и взялось название). Его орда заняла большую территорию, здесь они пасли и своих многочисленных лошадей. Вскоре хан оставил свой гарем. По преданию, женщин было около трёхсот. Старшая из жён (...) выбрала удобное место на пересечении путей торговых караванов и открыла постоялый двор. Рядом с ним открыла кузницу. Здесь же образовался базар, где продавали разный домашний скот, в основном лошадей. А так как многих представителей народов, пришедших с монголами, называли татарами, то и место это вскоре окрестили Татаркой.— 

## География
Село Татарка расположено в Предкавказье, на южном склоне Ставропольской возвышенности:8, на высоте 459 метров над уровнем моря. С востока на запад, затем на юг:8 через него течёт река Татарка (правый приток Егорлыка), берущая начало на южном склоне горы Ставропольской и впадающая в Егорлык на восточной окраине хутора Верхнеегорлыкского, находящегося в 5 км юго-западнее нижней части села:37.
Расстояние по прямой от населённого пункта до краевого центра составляет 9 км (по трассе — 13 км):9, до центра муниципального округа — 20 км (по трассе — 36 км).
Рельеф
Рельеф осложнён долиной реки Татарки и сетью её притоков:8. На южных глубоко расчленённых эрозионно-денудационных склонах речной долины расположена Татарская оползневая зона:40 — одна из самых активных на Ставропольской возвышенности:49. Верхняя и нижняя части села, находящиеся в пределах этой зоны, подвержены риску оползневых процессов, угрожающих жилым и хозяйственным объектам:40.
Коренные породы на территории села представлены сарматскими песчаниками, известняками, мергелями, мергалистыми и криптомактровыми глинами, песчано-глинистыми отложениями, песками. Над ними залегают четвертичные делювиальные суглинки, местами с включением щебня и дресвы:8.
На северной окраине села расположен памятник природы регионального значения «Полоса скал и оползших глыб среднесарматского известняка в верховьях балки Татарка». Скальный уступ имеет длину 350 метров и достигает высоты до 10 метров. Наибольший интерес представляют скалы «Большая ниша» и «Сотовая». Последняя отличается необычным рельефным узором поверхности (отсюда название). Выше полосы скал находятся остатки древнего укрепления, входящего в комплекс археологического и природного музея-заповедника «Татарское городище». Отсюда идёт тропа к заброшенному карьеру, где в прошлом разрабатывался известняк-ракушечник.

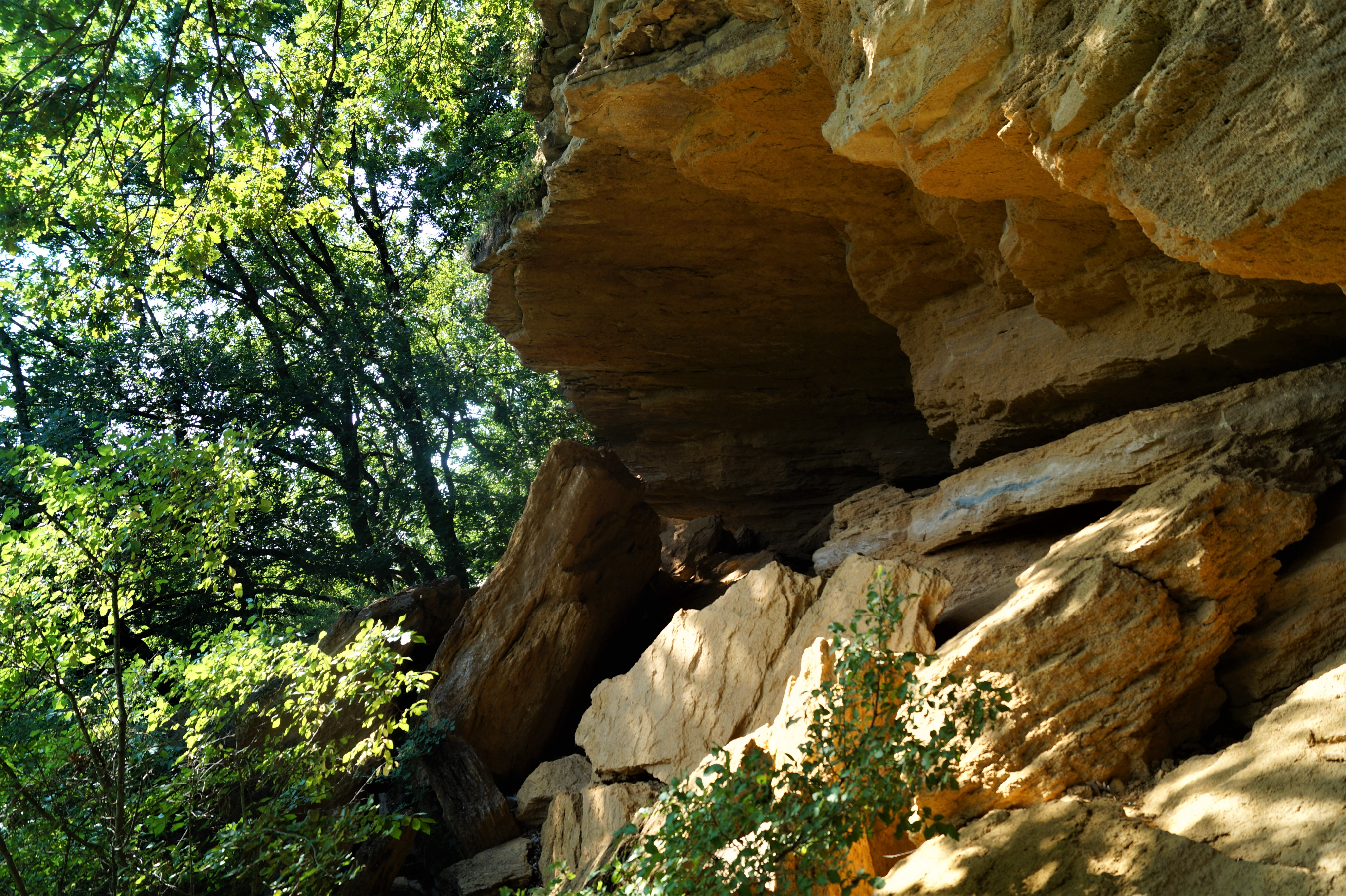
Скала «Большая ниша»
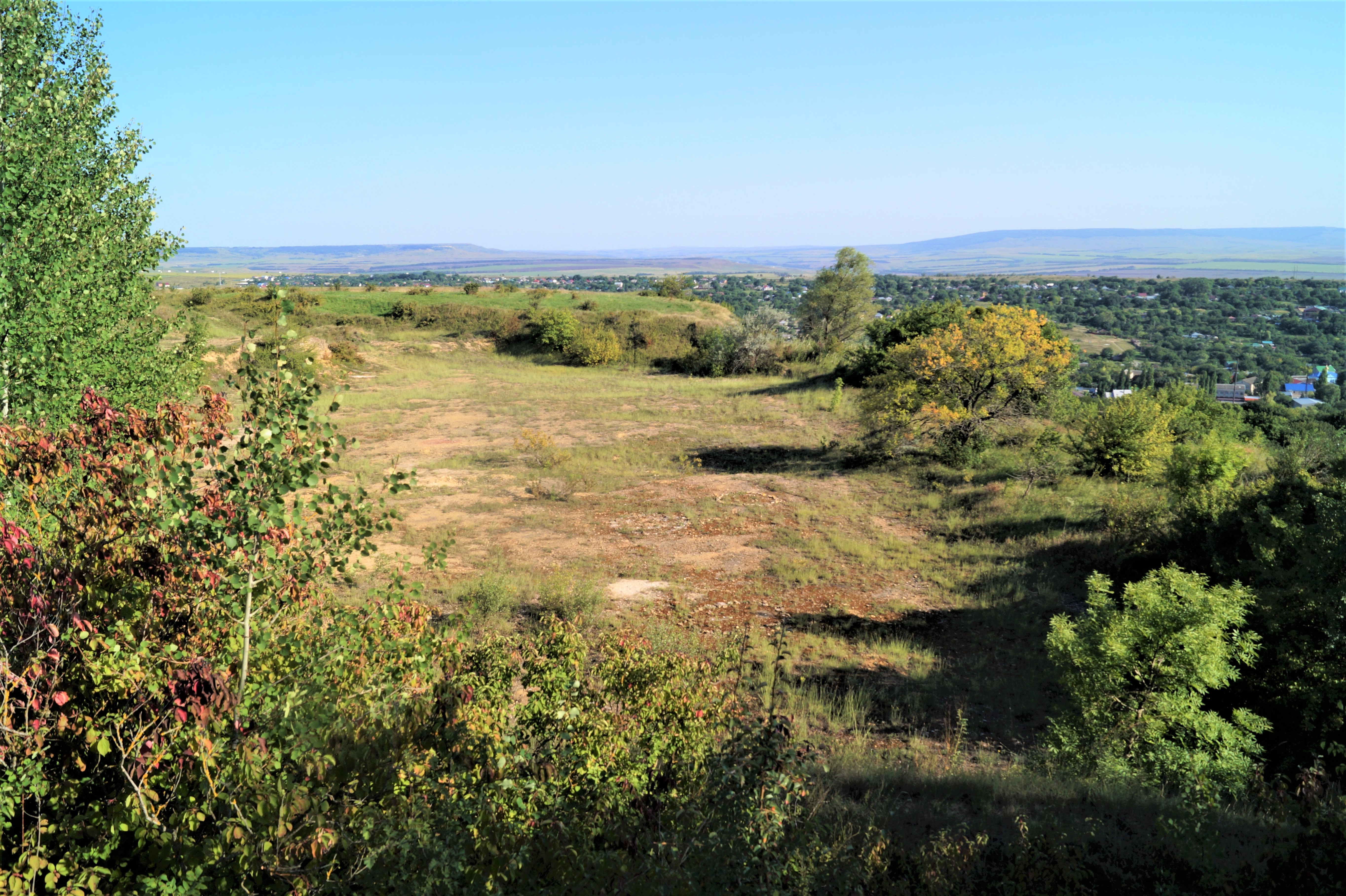
«Площадка» из известняка на пути к карьеру
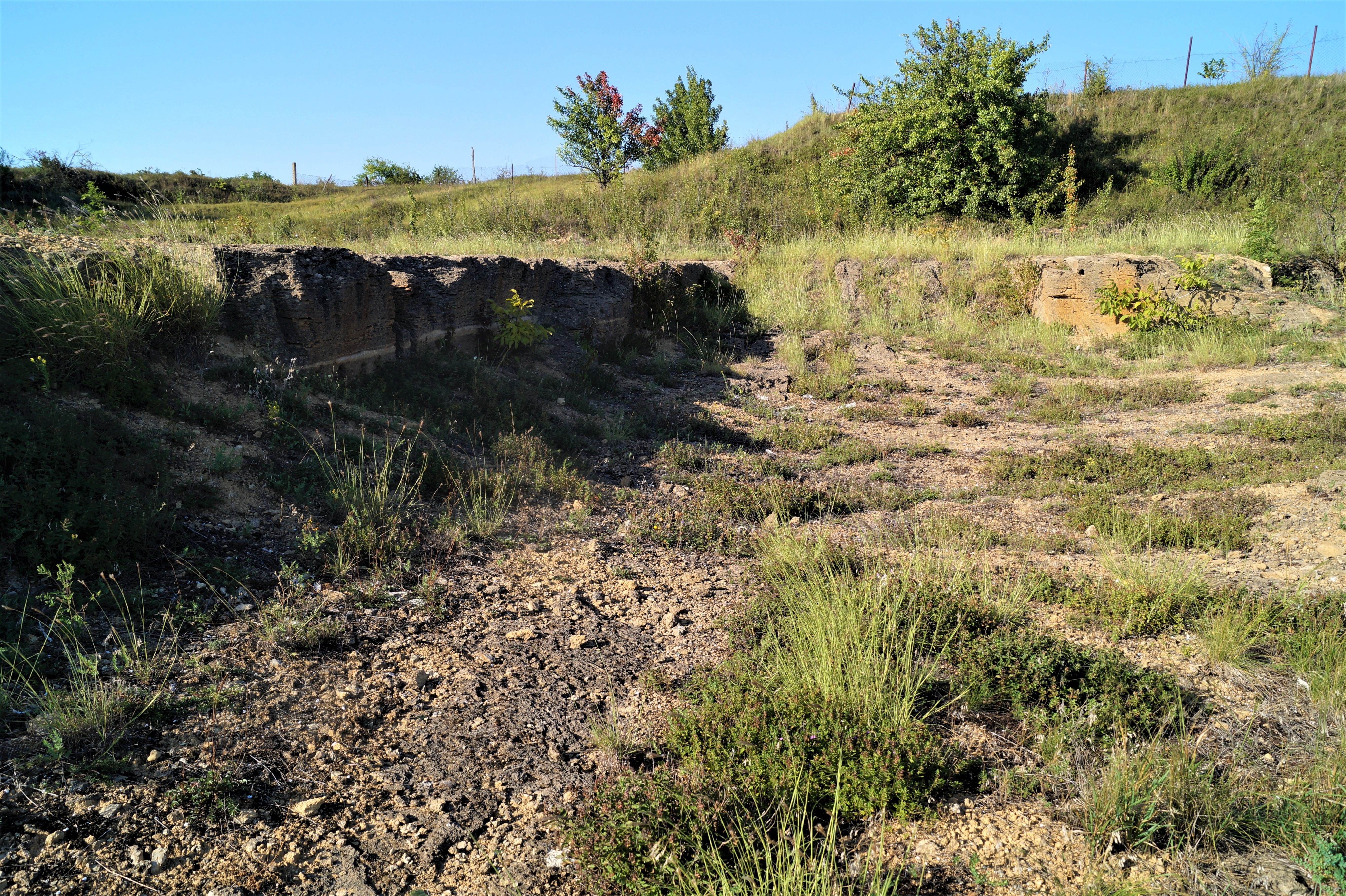
Карьер

Климат
Среднегодовая температура воздуха — +9,1 °C, с колебаниями от +40 °C летом до −36 °C зимой. Количество осадков в год — 623 мм. Количество дней с сильным ветром (более 15 м/с) — 62. Продолжительность дней безморозного периода — 180—190:9.
Флора и фауна
Ландшафт, окружающий село, объединяет природные зоны степей и лесов Ставропольской возвышенности.
Рядом с населённым пунктом на южных склонах Ставропольских высот:124 расположен Татарский лесной массив (2300 га):32. Основной древесный состав лесообразующих пород массива — дуб, ясень и граб. Подлесок образуют боярышник, тёрн, кизил, лещина, бузина, калина, бересклет и др.:125 В восточной части массива:5 компактно произрастает буковая роща. Среди леса есть несколько полян с лугово-степной растительностью; у опушек сохранились фрагменты степи:5. Из редких растений встречаются подснежник кавказский, хохлатка кавказская, хохлатка Маршалла и др.:125 Из съедобных грибов можно найти сморчки, грузди, сыроежки, моховики, опята, белые, подберёзовики. В лесном массиве обитают 312 видов животных, в том числе ласки, лисы, зайцы:47—48. Орнитофауна, насчитывающая 36 видов птиц, представлена дятлами, пеночками, соловьями и др.:79

## История
Датой возникновения населённого пункта считается 1829 год, когда из бывших Татарских хуторов, заселённых в 1791 году однодворцами села Надеждинского:338, образовался «особый отсёлок Татарка Ставропольского уезда»:340. В некоторых печатных источниках датой основания села Татарки назван 1833 год. В книге А. Твалчрелидзе «Ставропольская губерния в статистическом, географическом, историческом и сельскохозяйственном отношениях» (1897), в частности, сообщается следующее:

До 1833 г. село было хутором, носившим название «Татарки». Хутор был приписан к с. Надеждинскому. В 1833 году хутор получил свой особый надел земли и был переименован в село. Название Татарки было удержано и за селом.— 
1 января 1834 года (по другим данным — в 1835 году) поселение было преобразовано в станицу Татарскую Ставропольского полка Кавказского линейного казачьего войска (с 1846 года — 2-го Ставропольского полка 4-й бригады КЛКВ, с 1860-го — 2-го Ставропольского полка 5-й бригады КЛКВ):340. В 1848 году в Татарскую переселилось 129 душ мужского пола крестьян из Харьковской, Полтавской и Черниговской губерний:340. К 1 января 1860 года в станице насчитывалось 245 дворов, население составляло 1793 человека (886 мужчин, 907 женщин):97.

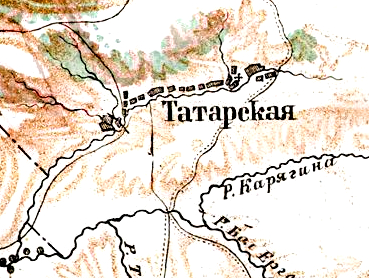
Станица Татарская на пятивёрстной карте Кавказа

С 1861 года Татарская входила в состав Кубанского казачьего войска:340. Осенью 1870 года, в соответствии с указом императора Александра II от 30 декабря 1869 года, станица отчислена из ККВ в гражданское состояние:340. Часть жителей Татарской, пожелавших остаться в казачьем сословии, в 1870-х годах переселилась в станицы Николаевскую и Темнолесскую:340.
С 1871 года — село Татарское Михайловской волости Ставропольского уезда Ставропольской губернии:340. По сведениям 1873 года, в Татарском числились 190 дворов с 1443 жителями, церковь, нештатное народное училище, хлебный общественный магазин, питейный дом и 11 водяных мельниц:6—7. В соответствии с решением Ставропольского губернского по крестьянским делам присутствия от 20 декабря 1878 года в селе образовано волостное правление:131. В ведении последнего находились близлежащие хутора Егорлыкский, Карягинский 1-й, Карягинский 2-й, Кузьминов, Тёмный, крестьянина Давида Карягина и крестьянина Дмитрия Полянского:166.
В 1881 году в селе было 338 дворов, 375 домов. Число ревизских душ — 728, наличных душ — 2016 (в том числе 129 не причисленных к сельскому сообществу). Кроме волостного правления, церкви, начального училища на 20 учащихся, хлебного магазина и питейного заведения, в Татарском находились кузница, маслобойня, а также 14 мельниц (13 водяных и одна ветряная). Земельный надел по владенной записи — 12 746 десятин. Поблизости от села располагались каменоломни, откуда начиная с 1895 года в губернский город Ставрополь доставлялся известняк для постройки домов:322.
Согласно упомянутой выше книге А. Твалчрелидзе, изданной в 1897 году, село Татарское состояло из 375 дворов с 377 домами; по окладным листам в нём числились 564 ревизские души, а по посемейным спискам — 2366 наличных душ обоего пола. Иногородних — 232 души обоего пола. Коренное население было представлено великороссами, переселенцами из южных губерний России. Все жители православного вероисповедания.

Первое место в сельском хозяйстве жителей [Татарского] принадлежит земледелию и скотоводству, а затем следуют огородничество, садоводство и в малых размерах пчеловодство. Предметом полевой культуры служат: пшеница, рожь, овес, ячмень, гречиха и просо. От засух село страдает сравнительно редко; урожайность его считается средней. (...) Землю пашут деревянными и железными плугами, но частью и сохами. В плуг впрягается 3 пары волов. Кроме плугов в селе есть 9 молотилок и 10 веялок. (...) Скотоводство здесь находится в более благоприятных условиях, чем земледелие. В селе 717 лошадей, 2890 голов рогатого скота, 6450 овец, 200 коз и 627 свиней.— 
По сведениям Твалчрелидзе, на населённый пункт несколько раз нападали горцы. Большинство этих набегов удалось отбить, но бывали и такие случаи, когда нападавшие захватывали в плен местных жителей и угоняли их скот. В 1892 году население Татарского также пострадало от холеры, унесшей жизни 20 человек.

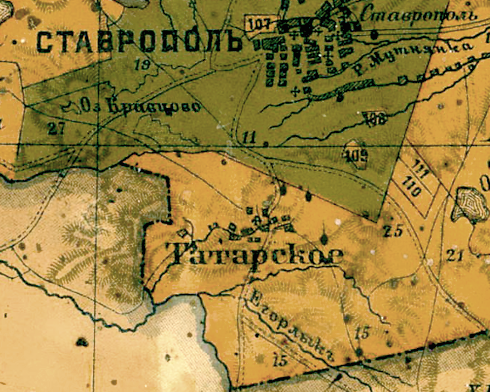
Село Татарское на десятивёрстной карте Ставропольской губернии

К 1897 году в селе существовало десять торгово-промышленных заведений, включая три небольших лавочки с смешанным товаром, трактир, два ренсковых погреба и четыре водяных мельницы. Население вело торговлю только с соседним городом Ставрополем. Хотя в Татарском была своя площадь, но ярмарки и базары на ней не организовывались. Среди других построек выделялись церковь, здание училища, общественный дом, в котором помещалось волостное правление. Аптеки и почты в селе не было. Медицинскую помощь больным оказывал участковый фельдшер из Михайловского, а необходимые им лекарственные препараты доставлялись из аптек Ставрополя. Услуги почтовой связи жителям Татарского предоставляла Ставропольская почтово-телеграфная контора.
По «Справочной книге для духовенства Ставропольско-Екатеринодарской епархии» 1901 года издания, в Татарском насчитывалось православного населения 3280 душ обоего пола и 8 душ раскольников; дворов — 420:23. В 1908 году по данным Ставропольского губернского статистического комитета в селе числилось 4405 душ обоего пола, по церковным документам — 5199. Имелись церковно-приходская школа и две школы Министерства народного просвещения. В 1910-х годах в Татарском открылось почтовое отделение. В 1914 году число жителей Татарского достигло 4831. Согласно сведениям за 1916 год, население Татарской волости составляло 5674 человека, число наличных хозяйств в селе — 793.
1 октября 1916 года состоялся пуск участка Армавир — Ставрополь Армавир-Туапсинской железной дороги, который проходил через село Татарское. В период Гражданской войны упомянутый участок был разрушен, в 1922 году закрыт и после не восстанавливался. Разобранные рельсы и шпалы использовались при строительстве железнодорожной линии Петровское — Благодарное, запущенной в 1928 году. Историческое здание станции, находившееся между нижней и верхней частями Татарки, просуществовало до 1960 года, а затем было снесено. До настоящего времени на территории населённого пункта и в его окрестностях сохранилась лишь часть инженерных сооружений бывшей железной дороги (например, колодцы дренажной системы западнее села, водопропускные трубы в балке Татарки, полуразрушенный мост в Верхней Татарке, мост через реку в Нижней Татарке, мост у начала петли серпантина между верхней и нижней частями села и др.).
По данным переписи 1920 года, в Татарской волости проживало 5305 человек. Её земельная площадь к этому времени насчитывала 16 192 десятины. В списке 1920 года в составе волости указан один населённый пункт — село Татарское:227.
В рукописи «Историко-археологический путеводитель по городу Ставрополю-на-Кавказе», подготовленной краеведом Григорием Николаевичем Прозрителевым предположительно в 1920—1921 годах:362, приводится следующее описание Татарки:

Село Татарка лежит в десяти верстах от Ставрополя в глубокой долине, в которую ведёт дорога по шоссе. Спуск по этому шоссе идёт по краю возвышенности, постепенно понижаясь, и потому для проходящих здесь открывается чудный вид на всё пространство долины, лежащей внизу и простирающейся на десятки вёрст с её холмами и речками. Само село расположено внизу по речке и частью по её спуску и отличается красивым местоположением...— :360
Прозрителев также упоминает находящиеся в лесу рядом с Татаркой родник, именуемый Криничкой, и некую пещеру с ходом, ведущим вглубь горы. Как отмечает автор рукописи, «осмотр этого урочища очень интересен, тем более, что существует предание о подземных ходах на большое расстояние и о зарытых в глубине кладах»:360. По мнению директора Ставропольского краеведческого музея Николая Анатольевича Охонько, подобное предание о проходящем под землёй тоннеле из Ставрополя в Татарку имеет «отголоски рационального зерна», так как на территории расположенного в окрестностях села Татарского городища есть «грот, где во время сталинских репрессий и гонения на церковь укрывались и молились верующие», которые «возможно, ради конспирации прорыли подземный ход». Кроме того, исследования городища, проводившиеся сотрудниками музея, позволяют говорить о наличии в его границах целой сети подземных ходов:929.
С 1924 года село — административный центр Татарского сельсовета:290. В списке населённых мест Северо-Кавказского края по сведениям 1925 года значится как село Татарка Ставропольского района Ставропольского округа:290—291. В указанном году здесь было 872 двора с населением 5200 человек (2430 мужчин, 2770 женщин). На территории села действовали две начальных школы и столько же изб-читален, кузниц и мельниц:290—291. В 1926 году — 1076 дворов с населением 5806 человек (2813 мужчин, 2993 женщины):275.
В 1924 году в селе образовалась сельскохозяйственная артель им. Калинина № 1. Её основали армянские беженцы из Александропольского уезда Эриванской губернии, заключившие со Ставропольским губернским земельным управлением договор об аренде земли для ведения хозяйства. Члены артели занимались земледелием, растениеводством, рыболовством и другими видами деятельности. В 1926—1927 годах артель была ликвидирована, а её имущество распределено между кредиторами.
В период коллективизации в Татарке в сельхозартели вступали в основном семьи бедных крестьян; остальные сельские труженики попадали под раскулачивание и, в случае неисполнения налоговых обязательств перед новой властью, принудительно выселялись:676. В 1920—1930-х годах созданы артели «Новая жизнь», «Новая заря», товарищество по совместной обработке земли «Первое мая» и др., которые затем были объединены в колхоз «Долой собственность». В 1934 году в Татарке организована Ставропольская машинно-тракторная станция, осуществлявшая агротехническое и организационно-производственное обслуживание местных колхозов. В 1935 году она была переведена в Ворошиловск и переименована в Ворошиловскую МТС.
Во время Великой Отечественной войны на фронт ушли 1243 жителя Татарки, 911 из них не вернулись домой. С августа 1942 года населённый пункт находился в оккупации. Освобождён 20 января 1943 года. Полковник в отставке Василий Кононович Шаповалов, участник освобождения Татарки, в своих воспоминаниях так описывает это событие:

Зима в тот год выдалась суровая, снежная, набирали силу крещенские морозы, дул колючий пронизывающий ветер. 20 января 1943 года при подступах к Татарке мы подавили две пулемётные точки, завязался ожесточённый бой. Передовой батальон сходу отбил заградотряд фашистов и после обеда вошёл в Татарку. В центре села воины расположились на привал, задымила полевая кухня. После обеда и кратковременного отдыха мы продолжили путь. Внезапно в лесу справа и слева от дороги фашисты открыли миномётный огонь, и мы остановились, а в это время разведка выяснила обстановку: гитлеровцы удалились в Ставрополь на машинах. При освобождении Татарки в передовом стрелковом батальоне 606 стрелкового полка [317-й стрелковой дивизии 56-й армии Южного фронта], который с боями сопровождал нашу артиллерию, были убитые и раненые.— 
После войны жителям Татарки с большим трудом удалось восстановить село и колхоз. В 1958 году началась электрификация населённого пункта. В 1960-х на территории села создано третье отделение колхоза «Ставрополец».
В феврале 1963 года село Татарка со всеми остальными населёнными пунктами Татарского сельсовета было передано из упразднённого Михайловского района в состав Шпаковского района Ставропольского края. К апрелю 1968 года в селе насчитывалось 1066 дворов с общим населением 3267 человек. Работали детский сад, школа, библиотека, два фельдшерских пункта, девять магазинов, пекарня, почтовое отделение, телеграф, сберкасса. Осуществлялось автобусное движение из Татарки в краевой центр. Село было полностью электрифицировано и газифицировано.
В 1982 году в нижней части села в течение нескольких месяцев проходили съёмки фильма «Мужики!..» (режиссёр Искра Бабич). Приезд съёмочной группы «Мосфильма» стал настоящим событием для татарцев. Желающих записаться на участие в массовке было очень много, приходили даже те, кто проживал в верхней части Татарки. По словам самих жителей, «благодаря тому, что именно Татарку выбрали для съёмок, они другими глазами посмотрели на окрестные пейзажи и сельские улицы».
В январе 1991 года население Татарки составило 5719 человек. В 1995 году здесь проживало 5848 человек и числилось 2572 двора:52.
До 16 марта 2020 года село было административным центром упразднённого Татарского сельсовета.

## Население
| 1839  | 1845  | 1855  | 1859  | 1861  | 1867  | 1873  |
| ----- | ----- | ----- | ----- | ----- | ----- | ----- |
| 1428  | ↘1369 | ↗1802 | ↘1793 | ↗1886 | ↘1223 | ↗1443 |
| 1881  | 1897  | 1901  | 1903  | 1908  | 1920  | 1925  |
| ↗2016 | ↗3396 | ↘3288 | ↗3807 | ↗4405 | ↗5305 | ↘5200 |
| 1926  | 1979  | 1989  | 2002  | 2010  | 2013  | 2014  |
| ↗5806 | ↘5033 | ↗5627 | ↗5955 | ↗6278 | ↗6365 | ↘6300 |
| 2021  |       |       |       |       |       |       |
| ↗6514 |       |       |       |       |       |       |

Село Татарка входит в группу крупных сельских населённых пунктов Ставропольского края (с численностью населения более 5000 человек):47.
Половой состав
По итогам переписи населения 2010 года проживали 2997 мужчин (47,74 %) и 3281 женщина (52,26 %).
Национальный состав
По данным переписи 1926 года, из 5806 жителей 5698 — великороссы (98 %):275.
По данным переписи 2002 года, 88 % населения — русские.
По итогам переписи населения 2010 года проживали следующие национальности (национальности менее 1 %, см. в сноске к строке «Другие»):
| Национальность | Численность | Процент |
| -------------- | ----------- | ------- |
| Русские        | 5637        | 89,79   |
| Армяне         | 239         | 3,81    |
| Даргинцы       | 63          | 1,00    |
| Другие         | 339         | 5,40    |
| Итого          | 6278        | 100,00  |

## Застройка и инфраструктура

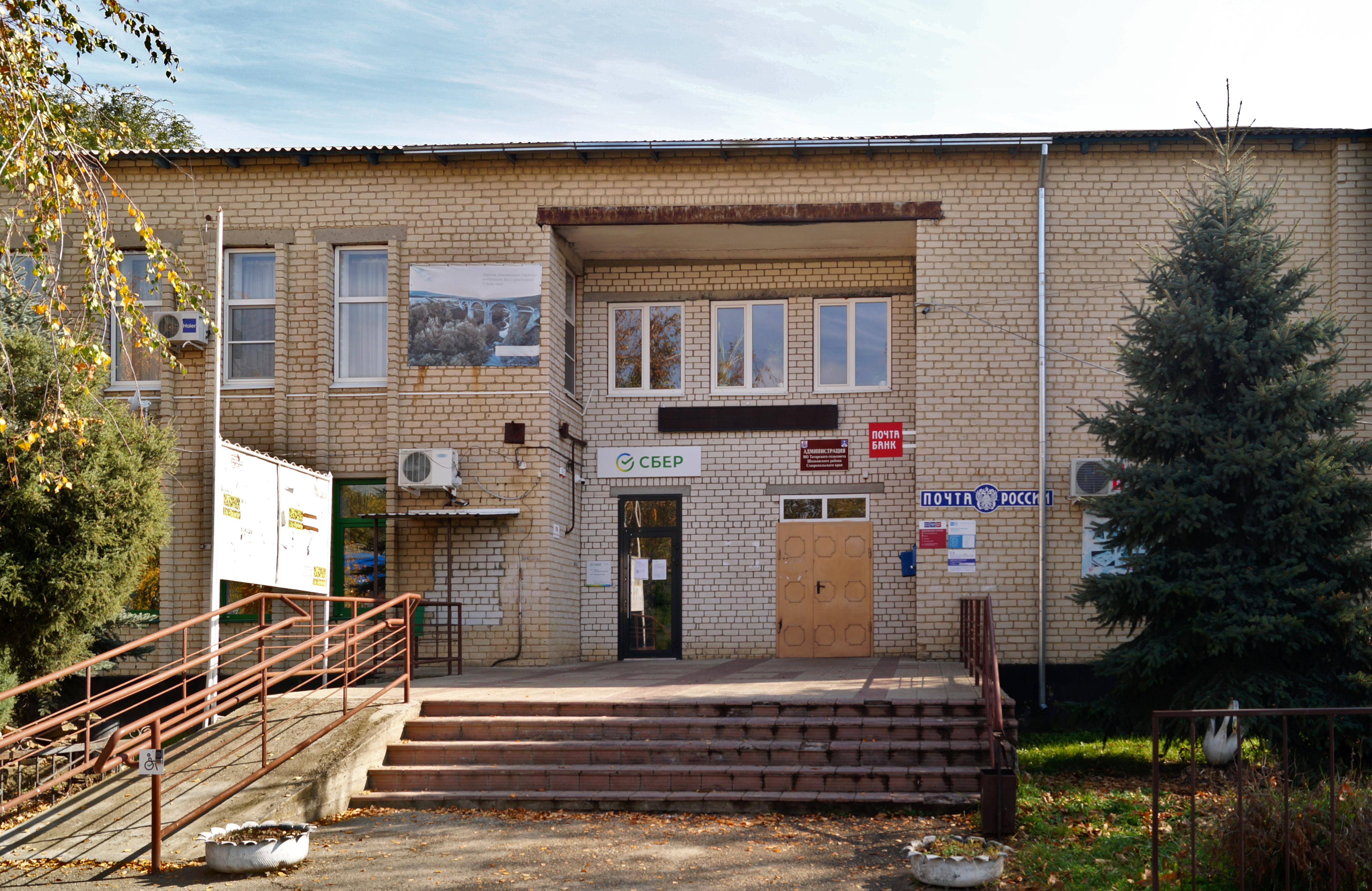
Здание Татарского территориального отдела администрации Шпаковского МО

Исторически село разделено на две части, носящие названия «Верхняя Татарка» и «Нижняя Татарка» и находящиеся на расстоянии примерно 1,5 км друг от друга:10. В каждой из них есть детский сад, школа, клуб, библиотека, почтовое отделение, административные здания, магазины и другие объекты инфраструктуры:12. В Верхней Татарке размещается территориальный отдел администрации Шпаковского муниципального округа. К 2008 году в нижней части села насчитывалось 822 двора, в верхней — 1296.

В прошлом населённый пункт включал восточный участок — озеро Орловку и тянулся почти до хутора Дёмино. Татарка и сегодня не достигла исторических границ.— 
Основная застройка нижней и верхней частей населённого пункта расположена вдоль реки Татарки:10. Жилая застройка представлена одноэтажными, кирпичными, одно- и двухквартирными домами с приусадебными участками:12.
Электроснабжение села осуществляется от электрических сетей Ставропольской энергосистемы, газоснабжение — от газораспределительной станции города Ставрополя:14, водоснабжение — из водопроводной сети Ставрополя и родниковых источников. Село телефонизировано и имеет проводное радиовещание:14.

## Транспорт
На территории села встречаются балки и овраги с большим перепадом высот, что затрудняет транспортные связи:12.
Улично-дорожная сеть населённого пункта включает 59 улиц и 11 переулков, ориентированных в соответствии с рельефом местности и основным направлением реки Татарки:13. Главная улица Нижней Татарки — улица Карла Маркса, продолжающаяся в южном направлении как улица Строителей. Главная улица Верхней Татарки — улица Ленина:13. С юга на север центр села пересекает автодорога местного значения, соединяющая уличную сеть Татарки с федеральной автодорогой Р217 «Кавказ»:13.
Транспортное обсуживание жителей села осуществляют маршрутные такси, следующие по маршрутам № 104 (Нижняя Татарка — Ставрополь), № 104а (Верхнеегорлыкский — Ставрополь), № 144 (Верхняя Татарка — Ставрополь). Также есть возможность заказа такси из краевого центра. Ближайшая к селу станция железной дороги — станция Ставрополь, ближайший аэропорт — международный аэропорт Ставрополь:10.

## Культура

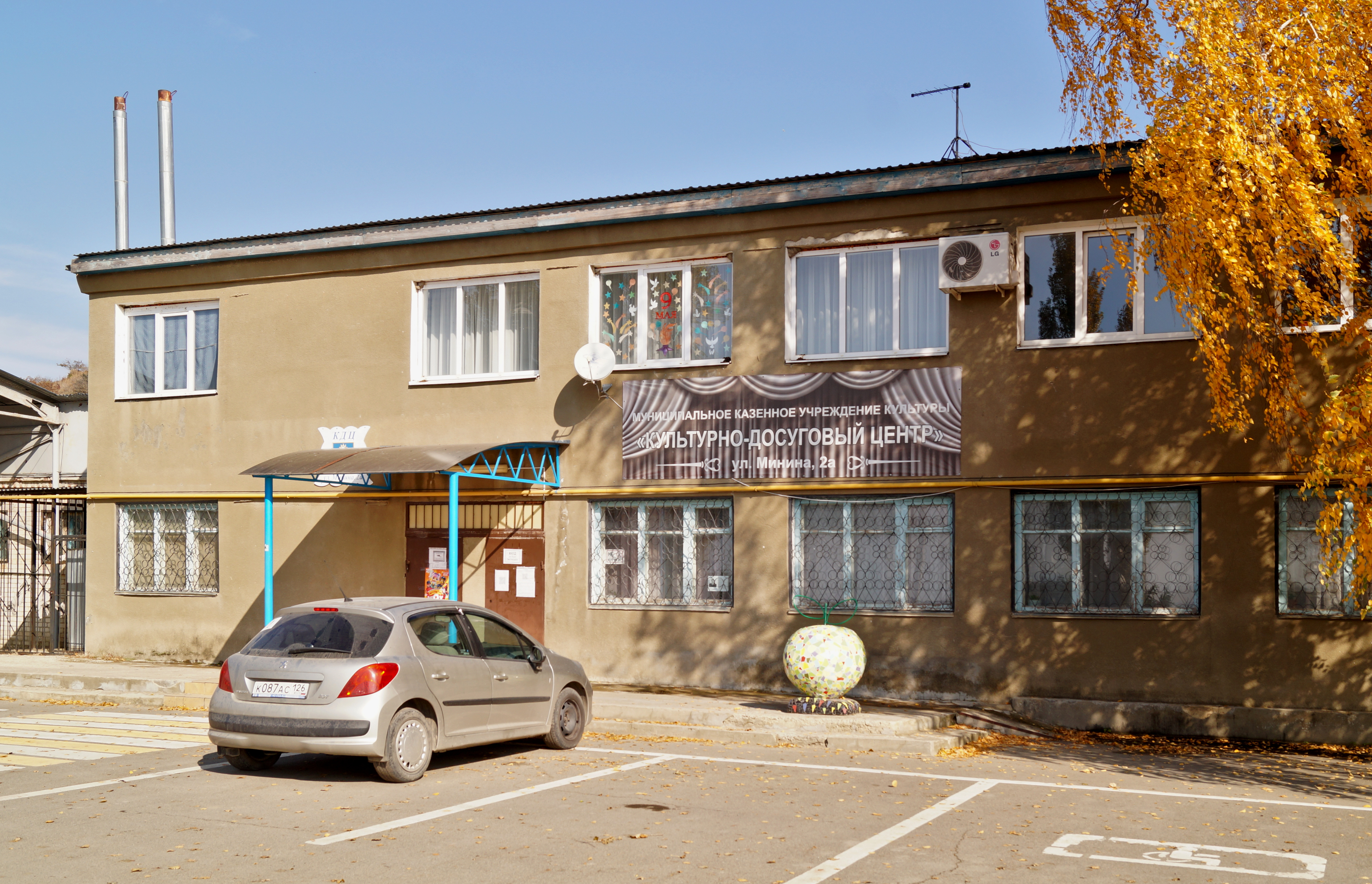
Культурно-досуговый центр

Культурно-массовую работу в Верхней Татарке проводят культурно-досуговый центр и библиотека-филиал № 3.
В двухэтажном здании КДЦ, построенном в 1980 году, есть зрительный зал на 450 мест, а также малый и тренажёрный залы. На первом этаже находится историко-краеведческий музей села Татарка. Музей создан в 1997 году. С 2005 года — филиал Ставропольского государственного музея-заповедника. Экспозиция включает коллекции, отражающие историю, быт и культуру жителей села с периода основания. В 2014 году музей стал победителем Всероссийского конкурса «Культурная мозаика малых городов и сёл» Благотворительного фонда Елены и Геннадия Тимченко.
Библиотека-филиал № 3 занимает отдельное здание, в котором до этого размещался быткомбинат, а ещё раньше — молочный завод. К 2020-м годам объём её фонда составлял более 22 000 экземпляров изданий, число зарегистрированных читателей — более 1800 человек.
В Нижней Татарке функционируют Дом культуры и библиотека-филиал № 13.

## Образование

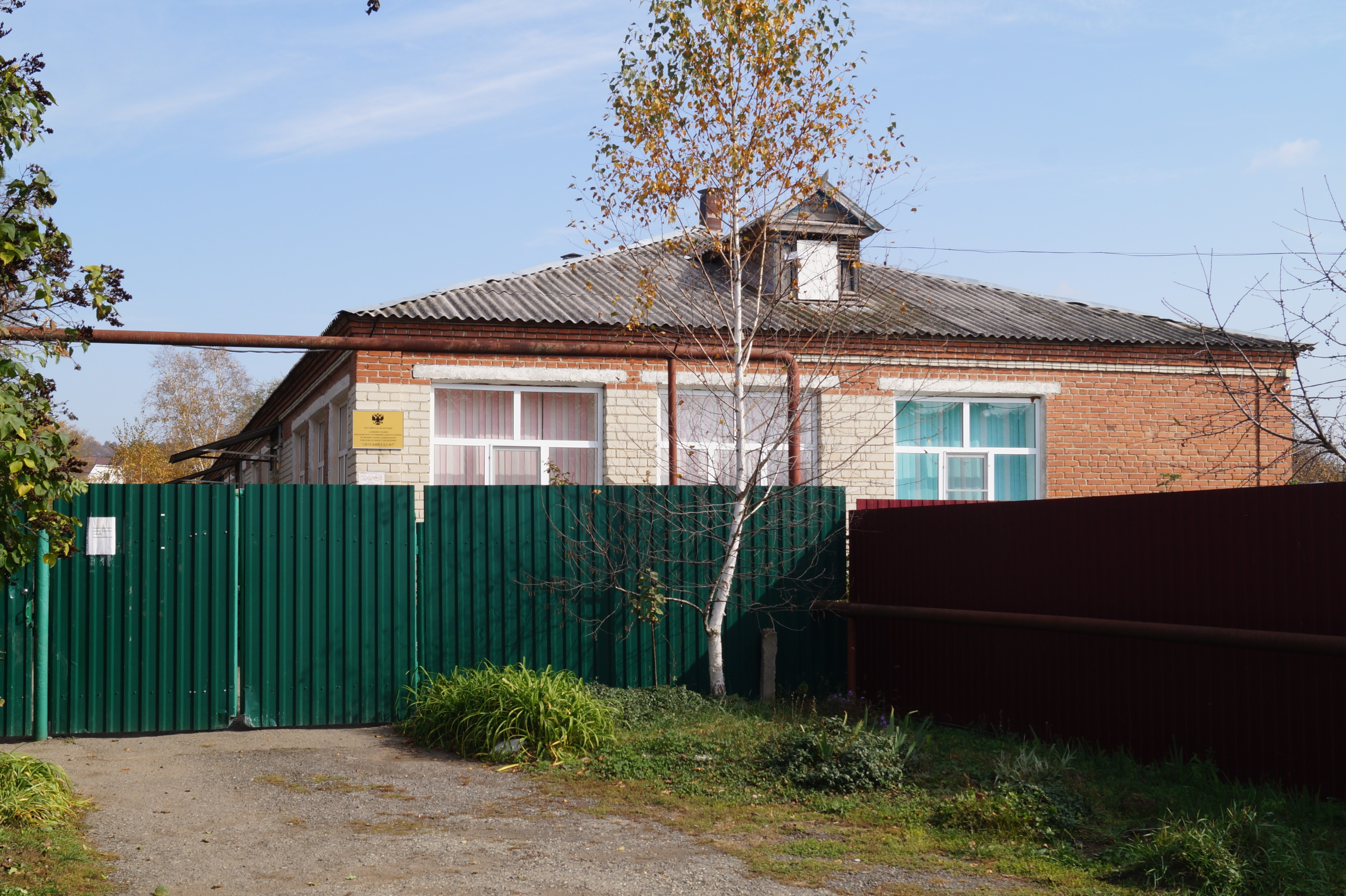
Детский сад № 7

В селе находятся следующие образовательные учреждения:
- Детский сад № 7[102]
- Детский сад № 23[103]
- Средняя общеобразовательная школа № 11[104]
- Средняя общеобразовательная школа № 12[105]
- Детская музыкальная школа[106]
- Детская художественная школа[107]

Первые учебные заведения появились в Татарке в XIX веке. По данным инспектора народных училищ Ставропольской губернии А. Твалчрелидзе, к 1897 году здесь было три училища: одноклассное Министерства народного просвещения, одноклассное церковно-приходское и школа грамоты. Годовой бюджет министерского училища составлял 630 рублей, из которых 330 выдавалось на жалованье учительнице. В его здании, построенном в 1895 году, обучалось 28 мальчиков и 7 девочек. При училище имелись сад и пасека. Церковно-приходское училище помещалось в церковном здании, на его содержание расходовалось 400 рублей в год. Учащихся в школе 25 мальчиков и 5 девочек. С детьми занималась учительница, получившая образование в Ставропольском епархиальном училище.
В советское время с 1917 по 1971 год в здании бывшего церковно-приходского училища располагалась общеобразовательная школа (школа № 7 села Татарка). Согласно информации, опубликованной в газете «Коммунистический маяк» от 21 апреля 1968 года, в Татарке действовали «средняя школа, в которой учатся 650 учеников, работают 30 учителей, в основном с высшим образованием», и «детский сад на 25 детей». Татарская средняя школа размещалась в пяти зданиях:

Начальные классы занимали Горешневу школу — это название осталось от фамилии зажиточного хозяина, на участке которого построили школу. Старшие классы учились в зданиях, где сейчас находится церковь и соседний жилой дом на этой улице. За ними были расположены здания для классов и интернат. В школе учились дети из нижней Татарки и хуторов.— 

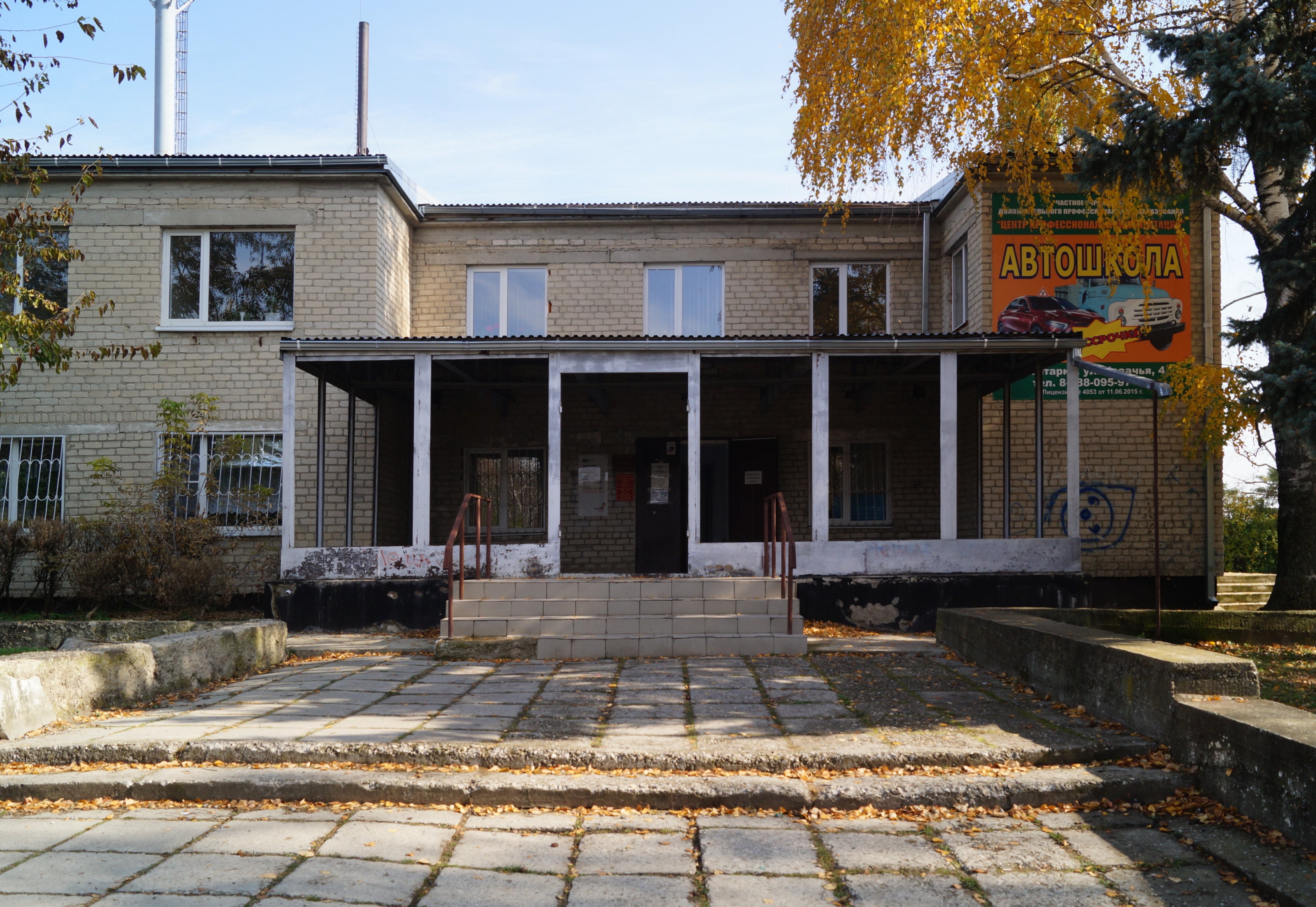
Здание, в котором размещаются детская музыкальная и детская художественная школы

В 1974 году открылась средняя общеобразовательная школа № 11 в Верхней Татарке, в 1983-м — СОШ № 12 в Нижней Татарке. Первая рассчитана на 530 учащихся, вторая — на 525 учащихся:12.
Первый детский сад создан в селе 1955 году. Он находился в доме раскулаченной семьи, работал круглосуточно. В 1971 году в Верхней Татарке построен и открыт детский сад № 7 на 58 мест:12. В 1981-м в Нижней Татарке начал работу детский сад № 23 на 132 места:12.
В 1978 году открылся филиал детской музыкальной школы г. Михайловска, в 2019 году — филиал детской художественной школы г. Михайловска. Оба филиала занимают помещения в административном здании, находящемся в верхней части Татарки.

## Медицина и ветеринария
В селе действует врачебная амбулатория, в структуру которой входят филиал и фельдшерско-акушерские пункты в хуторах Верхнеегорлыкском, Польском и Темнореченском. При амбулатории круглосуточно работает отделение скорой медицинской помощи. Есть дневной стационар.
На территории Татарки также функционирует ветеринарная лечебница — подразделение Шпаковской районной станции по борьбе с болезнями животных. В лечебнице организуется иммунизация животных и птиц, осуществляется диагностика и профилактика инфекционных и инвазионных заболеваний сельскохозяйственных животных.
С 2012 года в населённом пункте работает центр иппотерапии и адаптивного конного спорта «Батыр». Деятельность центра направлена на реабилитацию детей с нарушениями опорно-двигательного аппарата и расстройством психоречевого развития.

## Русская православная церковь
Храм Казанской иконы Божией Матери

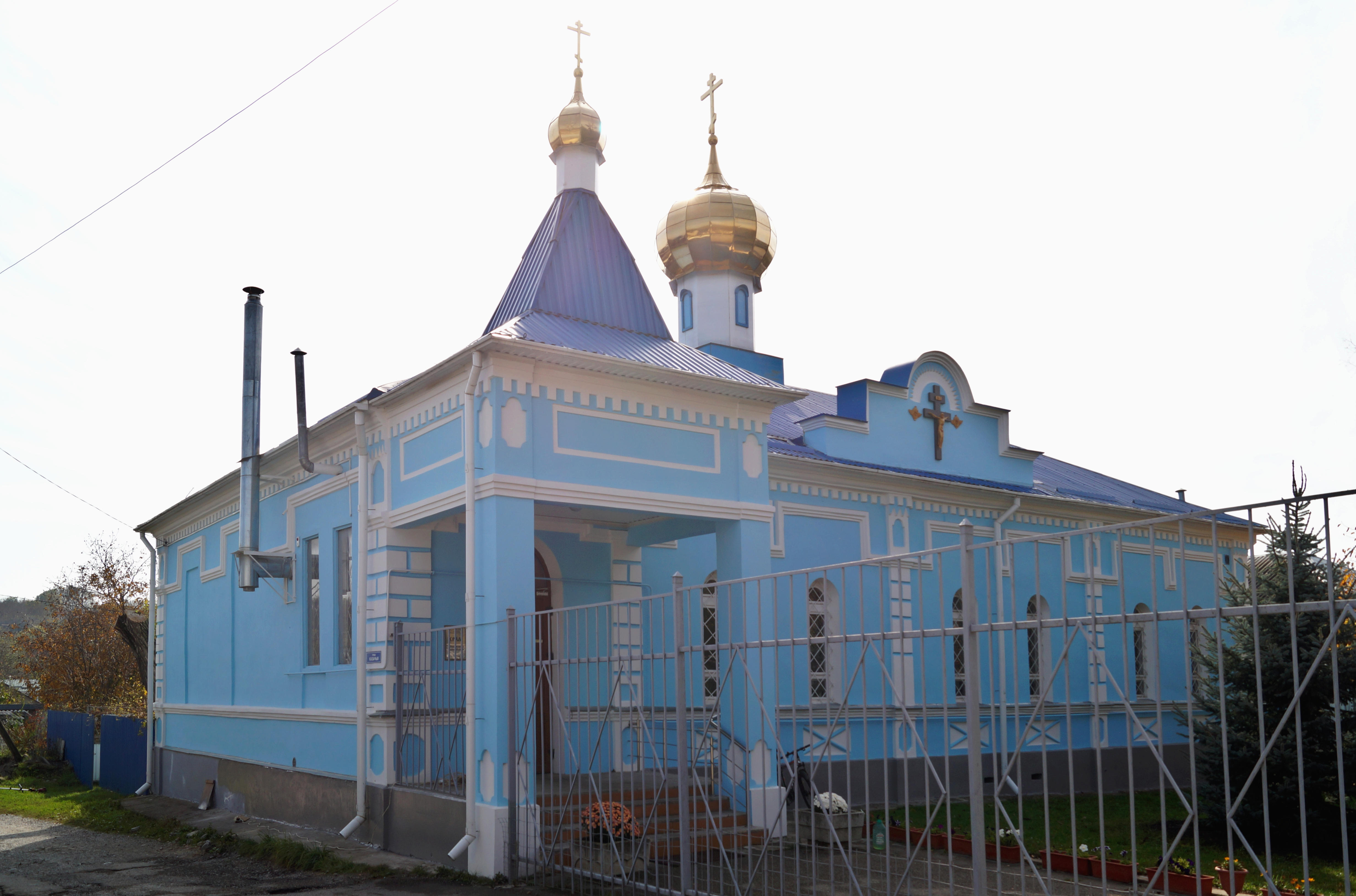
Казанский храм

В 1843 году в станице Татарской открылась церковь во имя Казанской Божией Матери. Её постройка обошлась прихожанам в 40 000 рублей. Храм был сложен из цельных дубовых плах и накрыт железной крышей. В 1880 году рядом с ним также возвели колокольню.
В 1938 году церковь была полностью разрушена. С 5 июля 1994 года возрождённый Казанский храм занимает здание, построенное в 1895 году для училища.
Мужской монастырь иконы Пресвятой Богородицы «Всех скорбящих Радость»
Монастырский комплекс построен в 2000-х годах около местночтимого Святого источника (см. ниже) в Татарском лесу. На территории монастыря площадью 1,5 га расположены водозаборный каптаж, купель, часовня, церковная лавка, храм, колокольня, трапезная, дом священника, корпус для монашествующих. По состоянию на 12 февраля 2014 года монашеская община состояла из иеромонаха, иеродиакона, монаха и двух послушников. На начало 2018 года число насельников достигло 11 человек.
В храме, освящённом во имя иконы Богородицы «Всех скорбящих Радость», хранится ковчег с 33 частицами мощей, в том числе принадлежащих Николаю Чудотворцу, Великомученику Пантелеимону, муромским князьям Петру и Февронии.
Комплекс «Святой колодец»

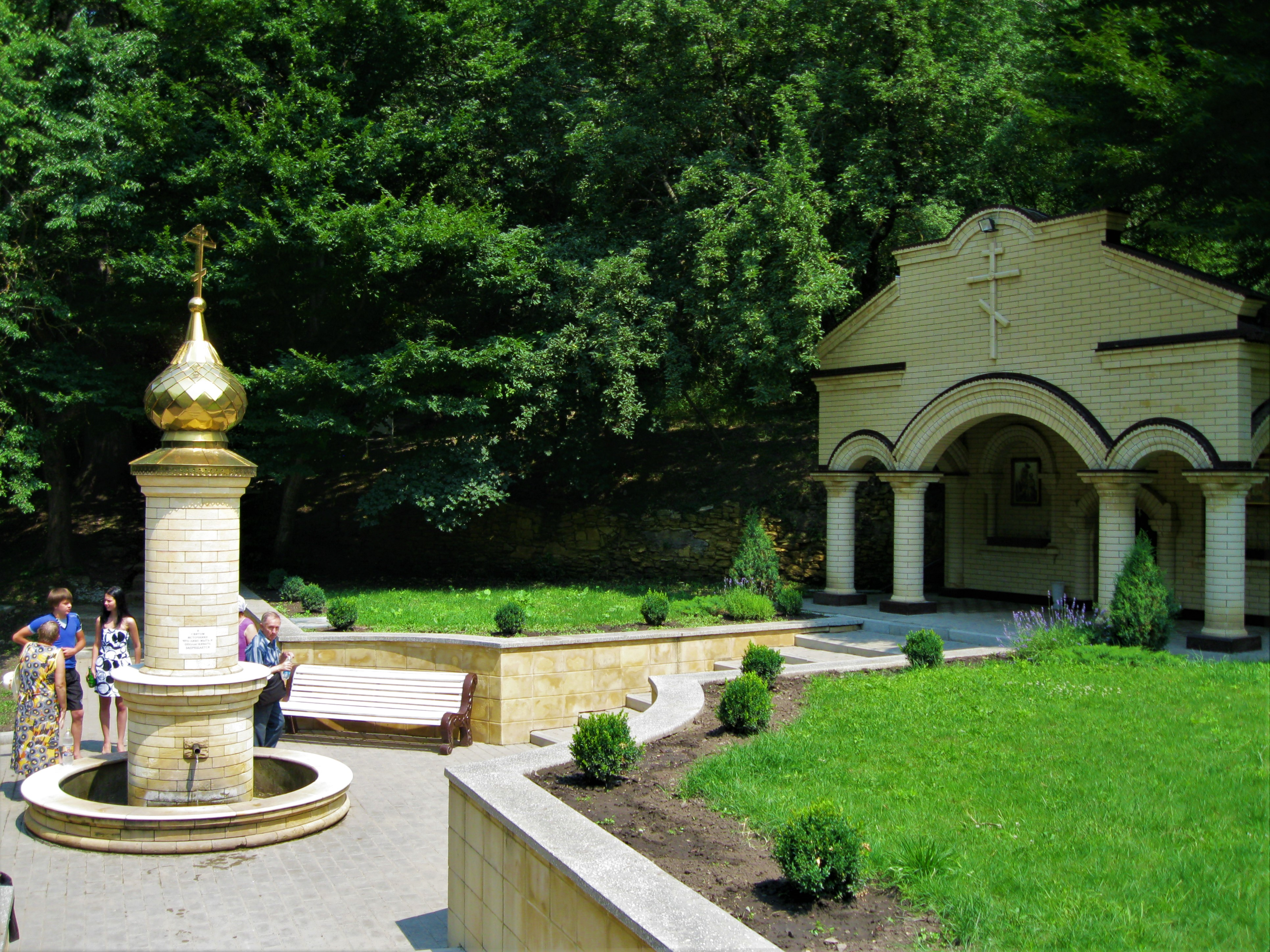
Святой источник

Первое упоминание о находящемся в окрестностях села «Святом источнике», также известном как «Татарский источник», относится к 1872 году. При архиепископе Кавказском и Ставропольском Агафодоре его объявили «чудотворным». В начале XX века выход воды родника был заключён в каменный грот, рядом обустроены небольшая часовня и выложенная камнем купель.
В 1959 году водозаборный каптаж был разрушен вместе с купелью и часовней, а сам родник засыпан землёй. В 1990-х годах засыпанный грот удалось обнаружить, после чего начались восстановительные работы в зоне источника, в 1995 году получившего официальное название «Родниковый источник Пресвятой Богородицы „Святой колодец“».
Постановлением Главы администрации Ставропольского края № 600 от 01.11.1995 комплекс «Святой колодец» объявлен памятником градостроительства и архитектуры регионального значения. В состав комплекса, датой создания которого определена середина XIX века, включены бювет источника, склеп и часовня.
В 2000-х годах был отреставрирован каптаж Святого источника, построены новые часовня и бассейн. Ныне комплекс «Святой колодец» пользуется популярностью у паломников со всего Юга России.

## Памятники
Мемориал «Слава воинам, в битве за Родину павшим»

Мемориал Вечной Славы (архитектор В. А. Голубь)

Расположен в центре села. Включает в себя «Братскую могилу красных партизан» и «Памятник погибшим героям 1917—1922 гг., 1941—1945 гг.», объявленные памятниками истории регионального значения.
Первый мемориал был построен после Гражданской войны (по некоторым данным, в 1924 году) на братской могиле красных партизан, погибших за власть советов в 1918—1920 годах.
В 1975 году, накануне празднования Дня Великой Октябрьской социалистической революции, открылся новый мемориал, представляющий собой водружённый на постамент бетонный блок с изображениями пятиконечной звезды и оливкой ветви, надписью «Слава воинам, в битве за Родину павшим» и датами «1917—1923» и «1941—1945». Рядом — постамент для возложения цветов и венков, на который была нанесена надпись «Памятник погибшим героям». На площадке перед памятником — «Вечный огонь».
По состоянию на 1 августа 2014 года в братской могиле на территории мемориала захоронено 25 человек, из них 9 известных, погибших во время Гражданской войны, и 16 неизвестных.
Памятник «Вечная слава героям»
Установлен на территории средней общеобразовательной школы № 12 к 65-летию Победы в Великой Отечественной войне 1941—1945 годов. Посвящён воинам, погибшим в Великой Отечественной и локальных войнах. Автор проекта — житель Татарки, скульптор, член-корреспондент Российской академии художеств Георгий Прокофьевич Мясников.

## Археология

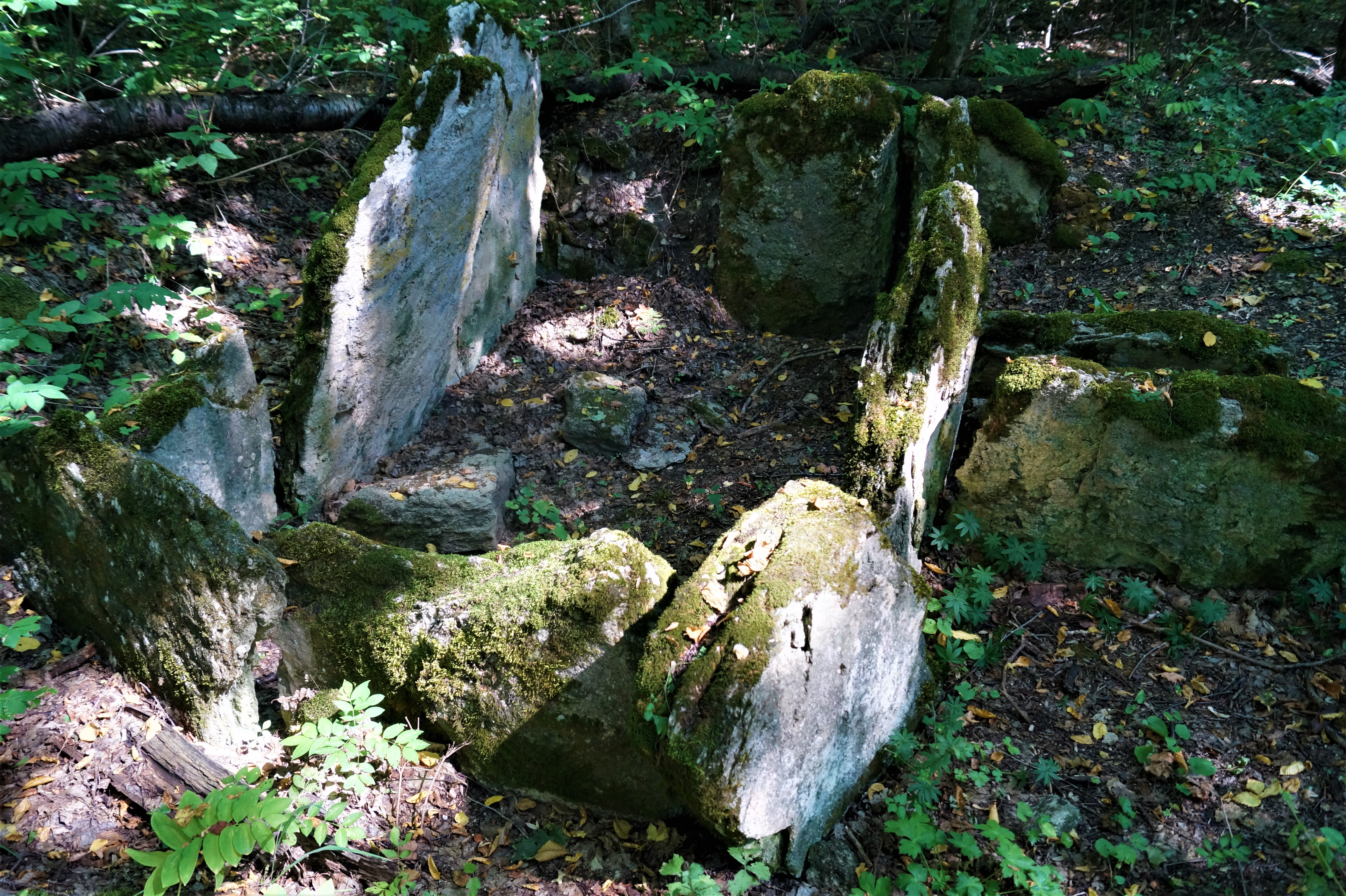
Гробница 1 могильника № 1 Татарского городища (III—II в. до н. э. — II в. н. э.)

К северу от села Татарка, на южной окраине Ставропольского плато, расположен комплекс памятников «Татарское городище» (ранний железный век, IV—IX вв. н. э.), основу которого составляют:
- 1-е Татарское городище[157][К. 4]. Памятник археологии федерального значения[156].
- 2-е Татарское городище[157][К. 5]. Памятник археологии федерального значения[156].
- 3-е Татарское городище[157].

Общая площадь комплекса около 200 га. Городище входило в число крупнейших укреплённых поселений Центрального Предкавказья и всего Северного Кавказа. В VIII—X вв. было одним из военно-политических и торгово-экономических центров Хазарского каганата.
Перечень достопримечательностей, которые можно посмотреть в «Татарском городище» : 
- Оборонительные валы и рвы.
- Ковровые камни.
- Склеповые могильники.
- Остатки оснований оборонительных башен.
- Остатки храма.
- Остатки дворца правителя.
- Грот (пещера) отшельника.
- Скальная ниша.
- Татарские скалы.
- Зольник.
- Водопад Пагода.
- Водопад Травертиновый.
- Водопад Стеклянные струи.
- Родник Криница.
- Поляны цветов и разнотравья.
- Буковый лес.

В окрестностях населённого пункта также находятся:
- Городище «Каряжское» (I тыс. н. э.). Верховья речки Карягиной, 4 км восточнее Верхней Татарки[142]. Памятник археологии федерального значения[К. 6].
- Городище «Кордон „Школьный“» (I тыс. до н. э.). Татарский лес, лесничий кордон «Школьный»[142]. Памятник археологии федерального значения[К. 7].
- Курганная группа (III—I тыс. до н. э.). Восточная окраина Верхней Татарки между ул. Подгорной и объездной дорогой Ставрополь — Верхняя Татарка[142].
- Могильник «Нижнетатарский» (I тыс. до н. э.). Западная окраина Нижней Татарки[142]. Памятник археологии федерального значения[К. 8].

## Уроженцы
В Татарке родились Герой Социалистического Труда А. А. Волобуев и художник П. М. Гречишкин.

## Галерея

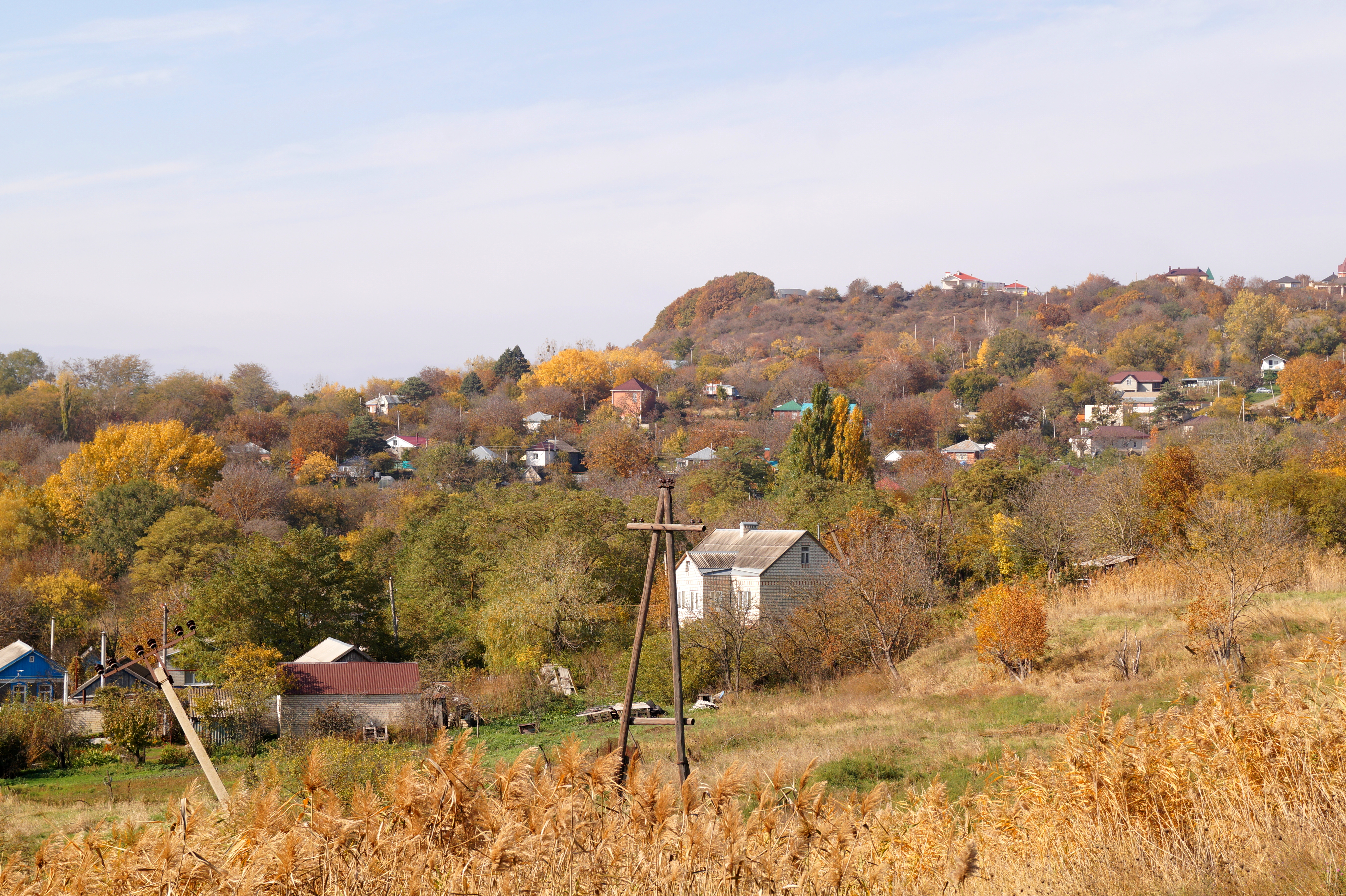
Верхняя Татарка
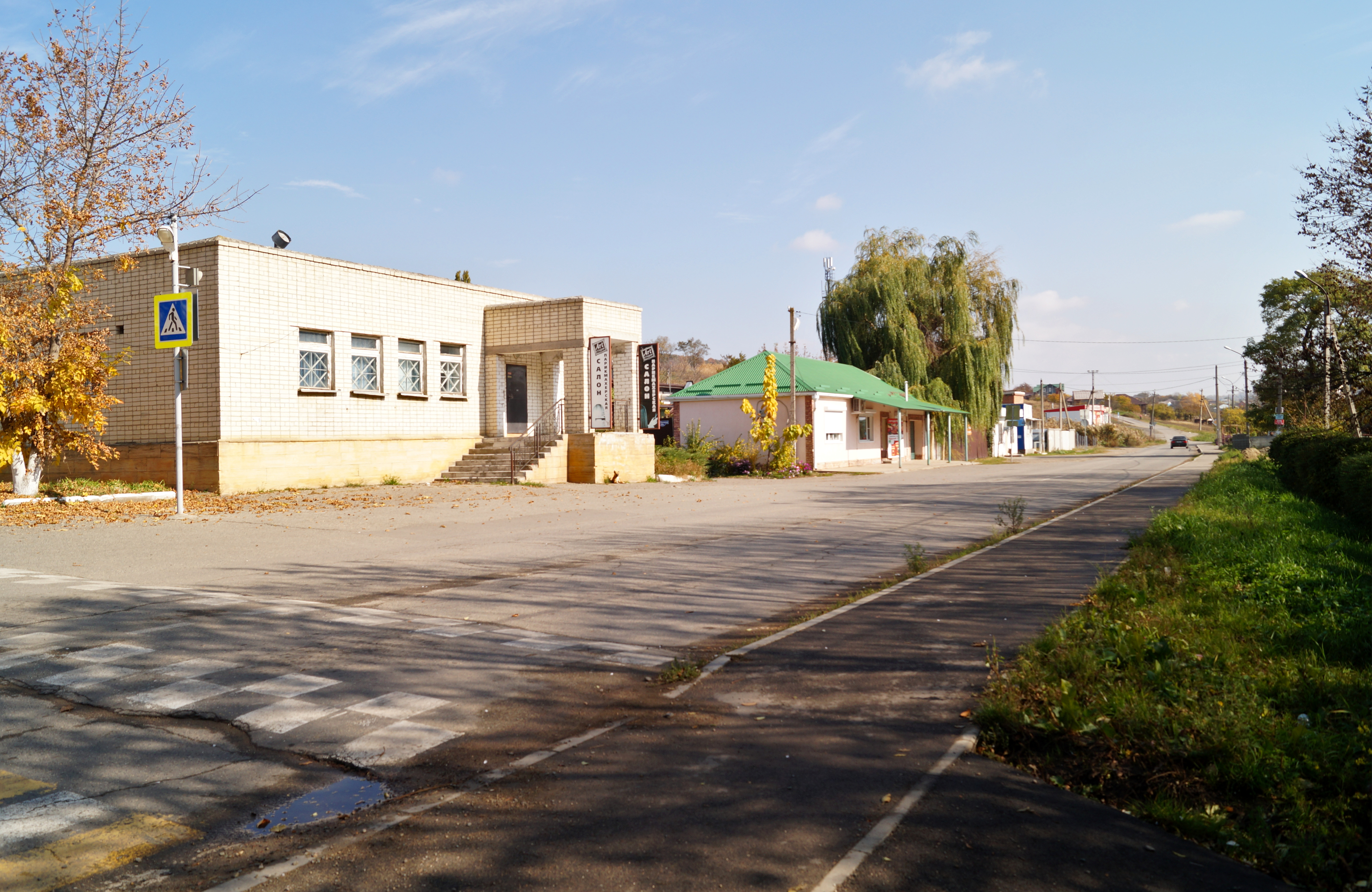
Улица Ленина
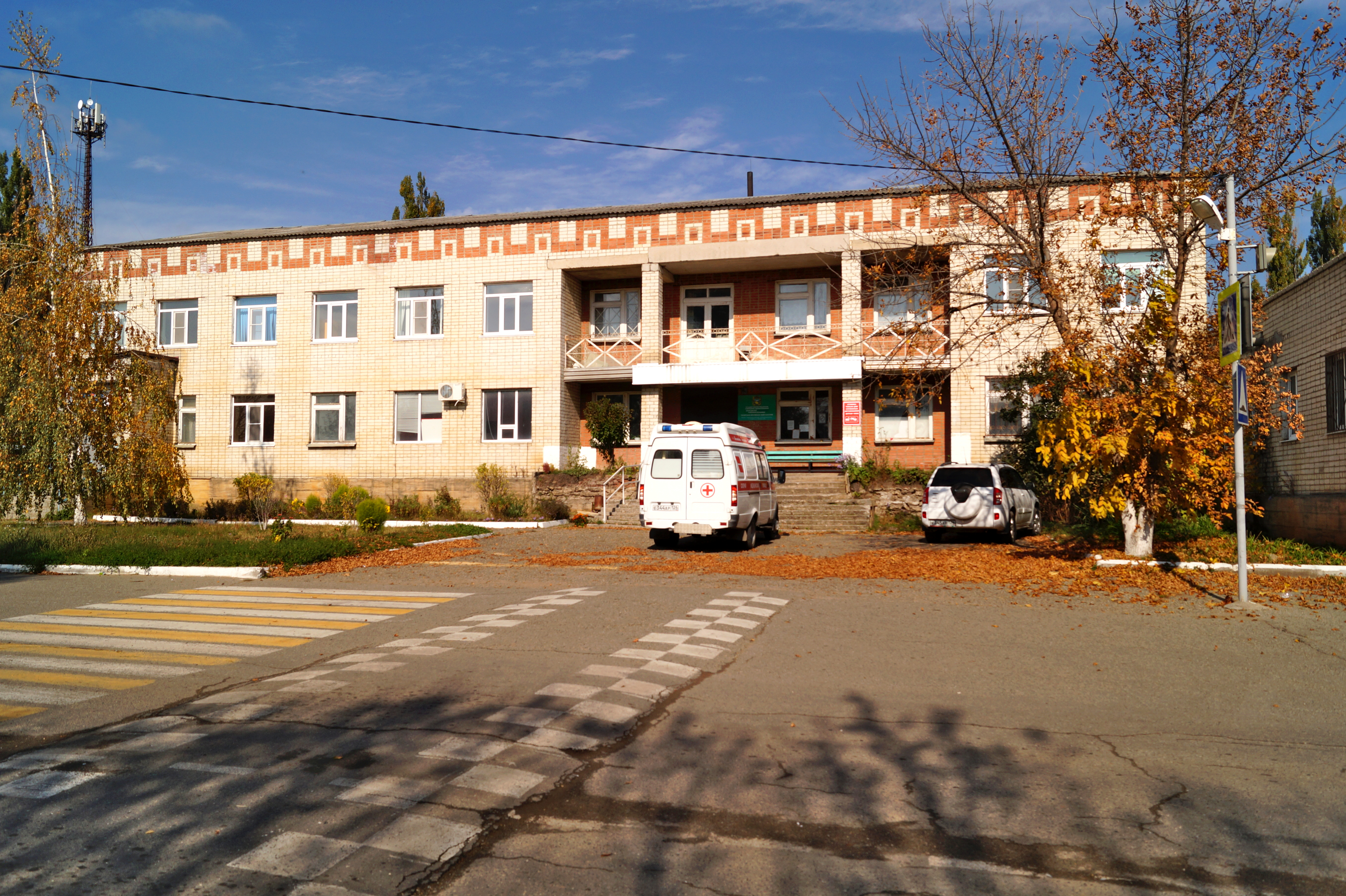
Врачебная амбулатория
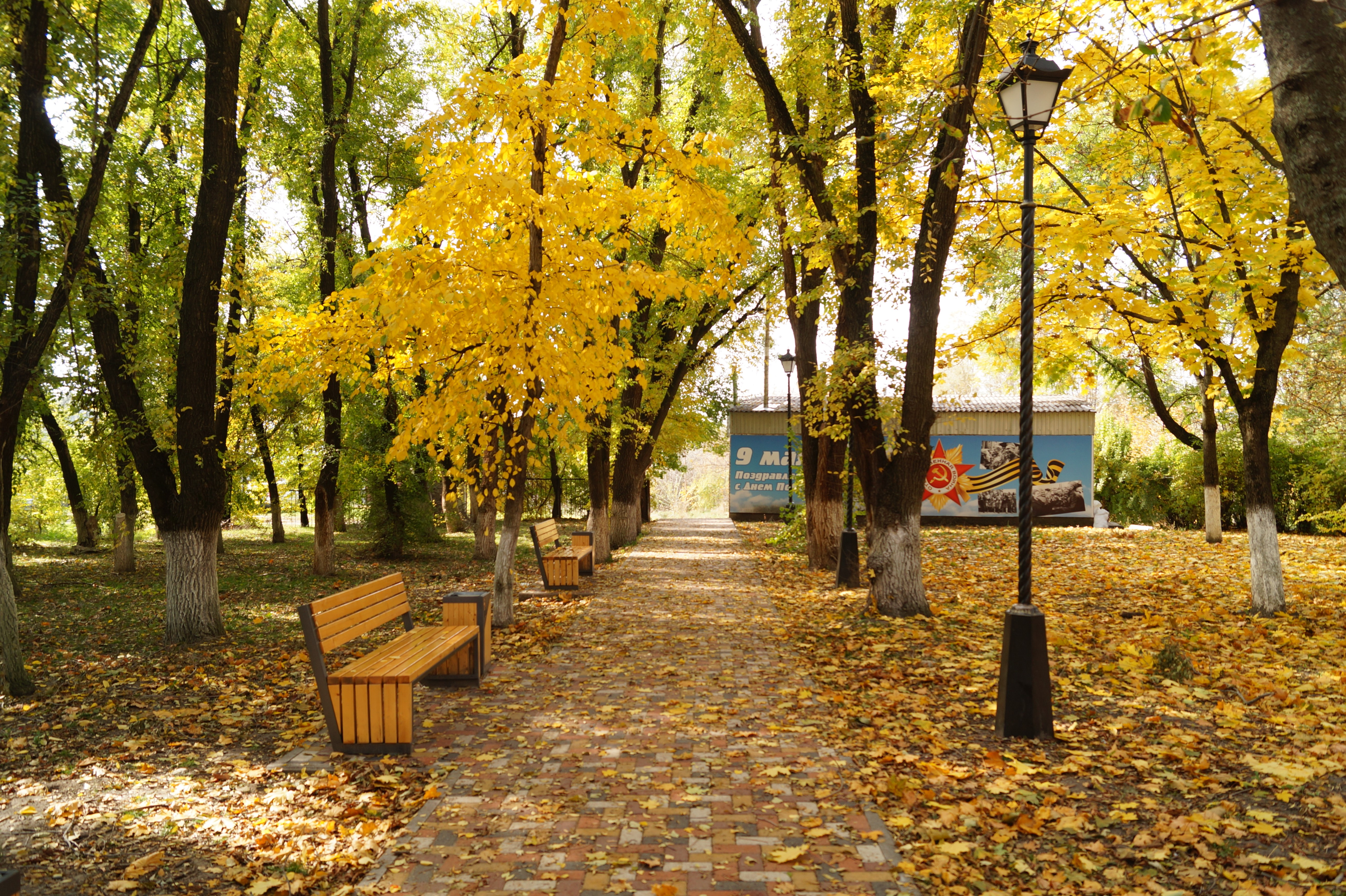
Аллея в центре села
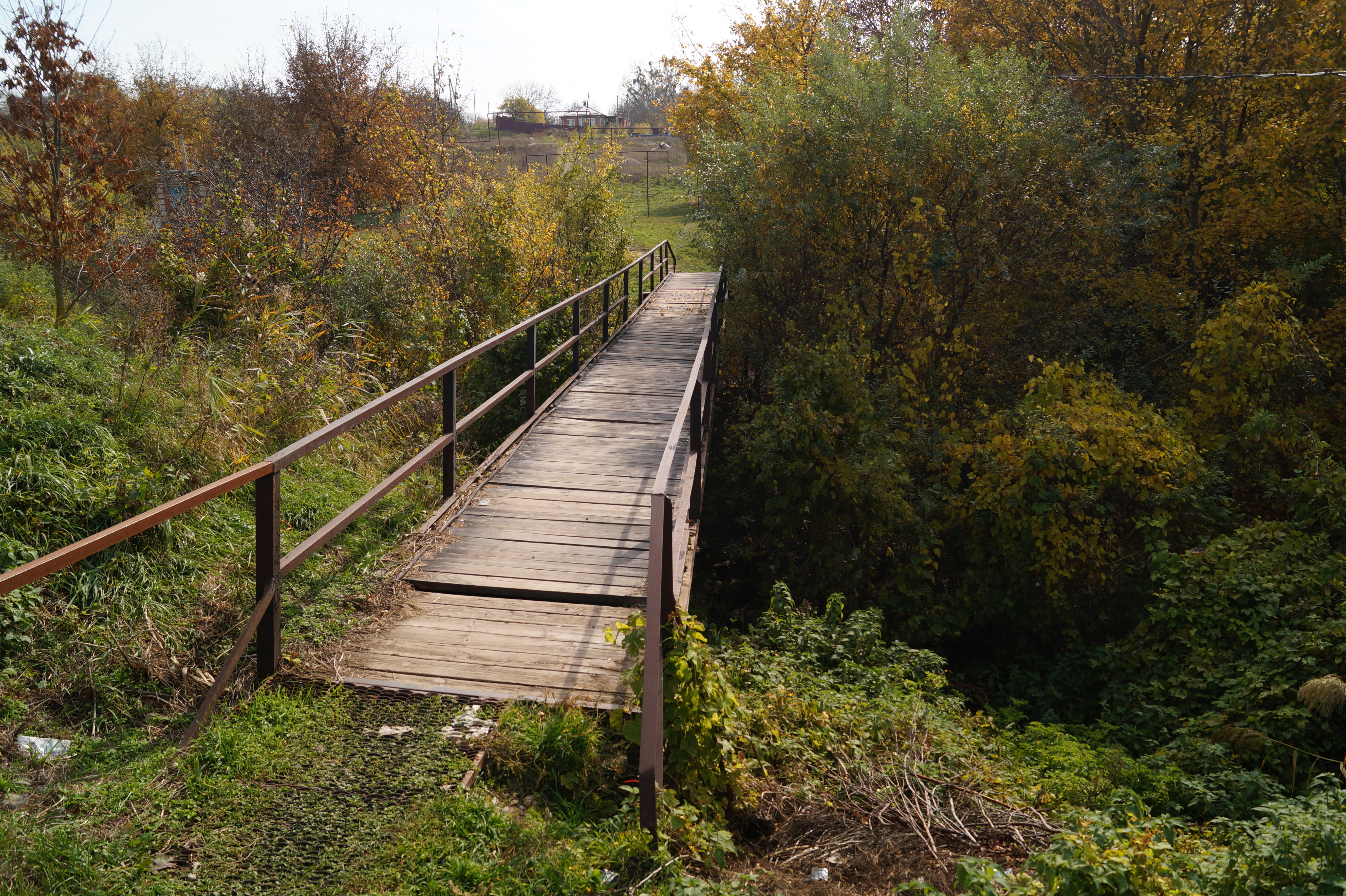
Мост через реку Татарку
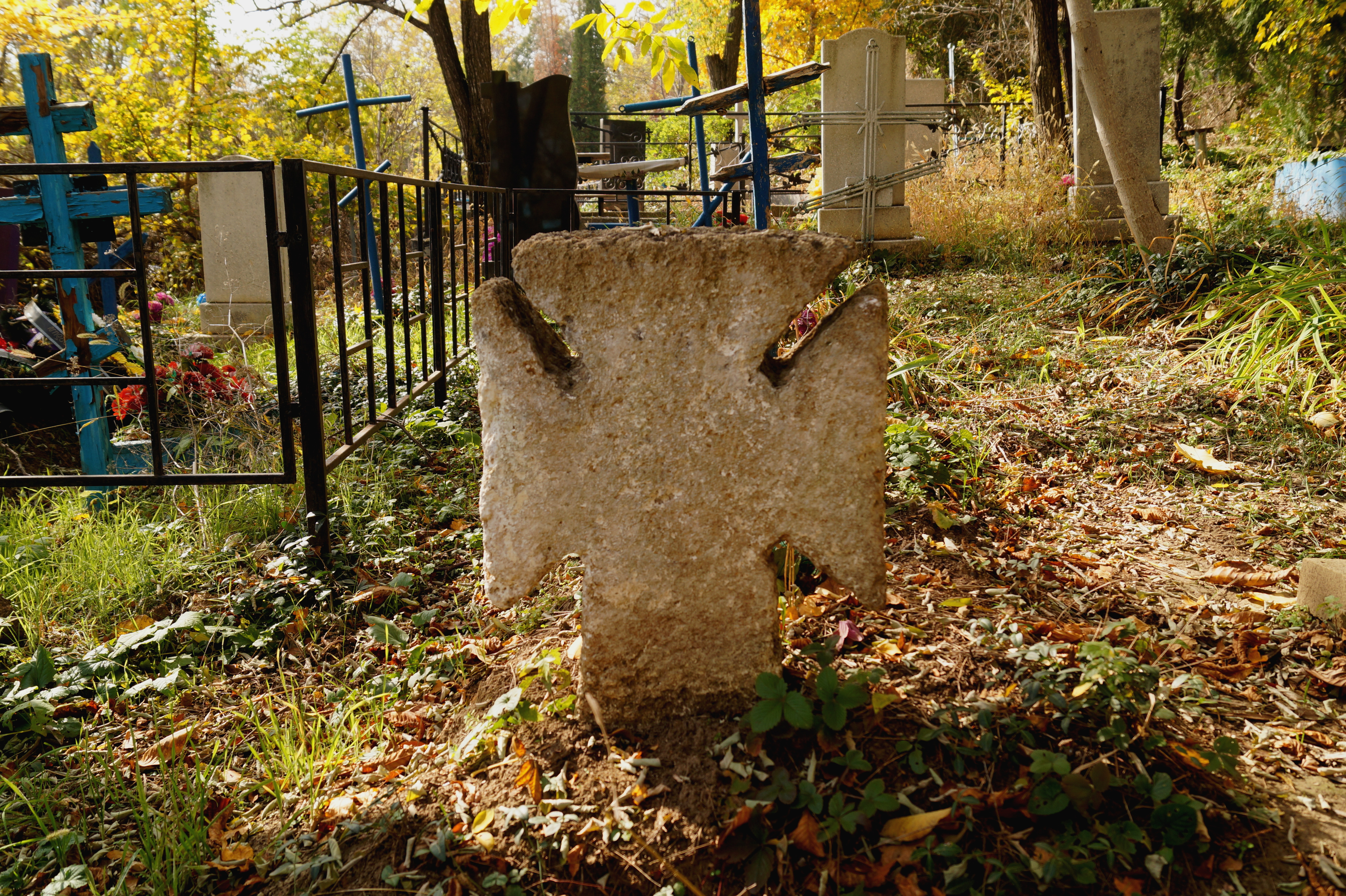
Сельское кладбище